# Dalang, Yangshan
Dalang är en köping i sydöstra Kina. Den ligger i Yangshan härad i staden Qingyuan i provinsen Guangdong, omkring 170 kilometer nordväst om provinshuvudstaden Guangzhou. Antalet invånare är 10 081. Befolkningen består av 4 934 kvinnor och 5 147 män. Barn under 15 år utgör 22,0 %, vuxna 15-64 år 64 %, och äldre över 65 år 12,0 %.